# Hinterm Horizont (Musical)
Hinterm Horizont ist ein Musical, das anhand von Liedern des Sängers Udo Lindenberg eine Liebesgeschichte erzählt. Das Buch wurde von Thomas Brussig (Sonnenallee) in enger Zusammenarbeit mit Udo Lindenberg und Ulrich Waller geschrieben. Der Titel leitet sich von Lindenbergs Lied Horizont aus dem Jahr 1986 ab.

## Aufführungsdauer
Das Musical hatte am 13. Januar 2011 Premiere und wurde fünf Jahre lang aufgeführt. In dieser Zeit sahen mehr als zwei Millionen Zuschauer die rund 1800 Aufführungen. Nachdem jedoch laut Betreiber die Kartenverkäufe deutlich gesunken waren, wurde im Januar 2016 die Schließung des Theater am Potsdamer Platz für August 2016 angekündigt. Danach lief das Musical von November 2016 bis Oktober 2017 leicht abgeändert im Hamburger Operettenhaus.
- Berlin: Theater am Potsdamer Platz: Premiere: 13. Januar 2011, Derniere: 28. August 2016
- Hamburg: Operettenhaus: Premiere: 10. November 2016, Derniere: 29. Oktober 2017

Im Jahr 2019 rief die Udo-Lindenberg-Stiftung das Projekt "Hinterm Horizont macht Schule" ins Leben. Geleitet von Noah Fischer, dem Saxophonisten des Panikorchesters, wird hier in verschiedenen Schulen in der gesamten Bundesrepublik von Schülern die aus den Aufführungen in Berlin und Hamburg bekannte, ungekürzte Version des Musicals einstudiert und anschließend in einem professionellen Theater in mehreren Vorstellungen öffentlich aufgeführt.
"Hinterm Horizont macht Schule" wurde so bereits in Weimar, Pforzheim und Finsterwalde aufgeführt.

## Handlung
Das Musical erzählt, wie sich Udo Lindenberg bei einem Konzert im Palast der Republik in die FDJ-Aktivistin Jessy verliebt und welche Probleme daraus entstehen. Nach Lindenbergs eigener Aussage, hat sich dieses Treffen tatsächlich so oder so ähnlich zugetragen. Historische Tatsachen sind lediglich das Konzert in Ost-Berlin 1983, die letztlich von der DDR-Führung abgesagte DDR-Tournee und das Konzert in Moskau 1985 sowie der Umstand, dass Lindenberg aus dieser Affäre einen Sohn hat. Das politische und geschichtliche Umfeld mit DDR, Stasi und Mauerfall 1989 wird ebenfalls in verschiedenen Szenen dargestellt, wobei dies meist in einer sehr kabarettistischen Form erfolgt. Ebenfalls thematisiert wird Doping in der DDR. Markanteste Requisite ist ein Udo-Hut mit 9 m Durchmesser, der meist über der Bühne schwebt, aber auch in einigen Szenen als Kulisse genutzt wird. Eine weitere wichtige Kulisse ist ein Nachbau eines Abschnitts der Berliner Mauer, welcher auch als Projektionsfläche für Szenen dient, die sich auf der Bühne nur unter enormem Aufwand darstellen ließen.

### Erster Akt
Zu Beginn des ersten Akts singt Udo Lindenberg auf einem übergroßen Hut stehend, der während des Musicals meist über der Bühne schwebt, das Lied „Mädchen aus Ostberlin“.
In der folgenden Szene erhält die Journalistin Mareike von ihrem Chef den Auftrag, für einen Zeitungsartikel das in der vorherigen Szene besungene Mädchen aus Ostberlin zu finden. Bei ihren Recherchen stößt sie auf ein Foto von Udo Lindenberg, auf dem dieser ein namentlich nicht genanntes Mädchen umarmt. Die Journalistin macht sich auf die Suche und bringt den Namen, Jessy Schmidt, und die Adresse des dort fotografierten Mädchens in Erfahrung, besucht diese in ihrer Wohnung und zeigt ihr auch das Foto, auf dem sich Jessy selbst erkennt. Nach anfänglichem Zögern beginnt Jessy schließlich die Geschichte zu erzählen („Boogie-Woogie Mädchen“). Jessy lebt mit ihrer Familie damals in Pankow und ist Mitglied der FDJ und Sängerin des Hauses der Jungen Talente (HDJT) und gehört daher zu den Auserwählten, die am 25. Oktober 1983 Udo Lindenbergs Friedenskonzert im Ost-Berliner Palast der Republik besuchen und ihm darüber hinaus Blumen überreichen dürfen. Jessys Bruder Elmar, der selbst ein glühender Udo-Fan ist, ist unglücklich, dass er nicht mit darf, dagegen ist Jessys Freund Marco, ein DDR-Spitzenleichtathlet, nicht besonders begeistert. Im Verlauf des Streits wendet sich Jessy von der Familie weg („Ich Träumte Oft Davon Ein Segelboot Zu Klau'n“).
Auf dem Konzert, welches von zwei Mitarbeitern des Ministeriums für Staatssicherheit (MfS) überwacht wird, singt zunächst der FDJ-Chor das Lied „Vom Frieden singen unsere Lieder“, bevor schließlich Udo Lindenberg und sein Panikorchester mit dem Lied „Odyssee“ auftreten. Als das Publikum trotz der vorherigen sorgsamen Auslese durch die Staatsführung außer Rand und Band gerät, können sich auch die eigentlich staatstreuen MfS-Mitarbeiter nur noch schwer beherrschen und beginnen, leicht mit den Füßen zu wippen. Nach dem Konzert treffen sich Jessy und Udo und verlieben sich sofort ineinander („Bis ans Ende der Welt“) und müssen auch vor Stasi-Mitarbeitern fliehen. Während des Konzerts versuchen auch andere Jugendliche, zu denen auch Elmar gehört, an den Palast der Republik zu gelangen, werden aber von der Polizei auf sehr brutale Weise weggedrängt, wobei unter anderem Elmar verletzt wird.
Zu Hause redet die Familie über das Konzert. Dabei erfährt Jessy, dass Elmar versuchte, auf das Konzert zu gelangen. Während die Familie und Marco Udo sehr skeptisch gegenüberstehen, sind Elmar, der seinen Eltern klarmacht, dass er ein Fan von Udo ist („Ich bin ein Rocker“), und Jessy begeistert von Udo und kaum zu bremsen („Gegen die Strömung“). Währenddessen treffen sich der Minister und seine Mitarbeiter, um über das weitere Vorgehen zu beraten („Straßen-Fieber“.) Dieser beschwert sich zunächst über die damalige Jugend und deren aggressive Stimmung und erläutert anschließend, dass es daher unmöglich sei, Udo Lindenbergs Tour zuzulassen, es aber auch nicht möglich sei die Tour abzusagen, da sonst das internationale Ansehen leiden werde. So beschließen sie ein Udo-Doppelgänger-Casting zu veranstalten, das den Decknamen Operation Lederhose trägt.
Zuhause ist die Stimmung schlecht, denn Marco ist sehr unglücklich, da die DDR die Olympischen Sommerspiele 1984 in Los Angeles boykottiert. Jessy sitzt währenddessen am Radio. Wenig später, als die Familie nicht da ist, erzählt Jessy Elmar, dass sie einen Brief an Udo geschrieben habe und diesen abschicken möchte. Elmar erklärt ihr, dass dieser Brief auf dem normalen Postweg von der Stasi abgefangen werden würde und es daher erforderlich sei, den Brief zuerst über die Grenze zu bringen und erklärt ihr, wie das funktioniert („Radiosong“). Da sich Jessy aber sehr ungeschickt anstellt, geht er schließlich selbst an den Tränenpalast, um den Brief dort einem ausländischen Staatsbürger zu übergeben, mit der Bitte diesen abzuschicken. Dabei wird er aber von der Stasi erwischt und in Haft genommen, was man auf einer auf die Mauer projizierten Szene sieht. Wenig später wird Jessy wegen des so abgefangenen Briefes von zwei Mitarbeitern des MfS besucht, welche sie durch Druck dazu bringen, ein Formular zu unterschreiben, durch das sie zu einem IM des MfS wird und "Regenwurm" als Decknamen erhält. Nachdem die MfS-Mitarbeiter die Wohnung verlassen haben, ist Jessy völlig verzweifelt („Gitarren statt Knarren“).
Durch ihre Unterschrift ist sie auch gezwungen, an der Operation Lederhose teilzunehmen. Bei einem der Treffen versucht zunächst Professor Scheuerlich, auf pseudowissenschaftliche Weise das Udo-Phänomen zu erklären, was ihm aber nicht gelingt. Anschließend dürfen die Bewerber ihre Fähigkeiten unter Beweis stellen, wobei sie meist eigentümliche Interpretationen von Udo Lindenbergs Liedern vortragen („Reeperbahn“, „Sonderzug nach Pankow“). Am Ende wird dieses Casting aber erfolglos abgebrochen, da die Offiziere alle Personen als ungeeignet einstufen.
Anschließend versucht sie die Erinnerung an Udo zu verdrängen, da es ihr nicht möglich ist ihn zu treffen („Verbotene Stadt“). Allerdings wird, wie es der Zuschauer in einer auf die Mauer projizierten Szene sieht, Elmar im Gegenzug für Jessys Kooperation freigelassen. Da er es aber im Osten nicht mehr aushält, entschließt er sich zur Flucht über die Mauer, welche ihm mit einem Ballon gelingt („Daumen im Wind“).

### Zweiter Akt
Nach seiner Flucht in den Westen erhält die Familie an einem Abend einen Anruf von Elmar, der mit seinem Vater reden möchte. Dieser lehnt das zunächst ab, da er nicht mit Republikflüchtlingen reden möchte. Als Elmar aber sagt, dass er sich im Westen innerhalb von wenigen Tagen ein Auto gekauft habe, wofür man in der DDR mehrere Jahre warten musste, möchte sein Vater noch mehr über die Vorzüge des Westens wissen. Am Ende des Gesprächs lässt er Jessy ausrichten: „Ein heller Stern fliegt hinterm Vollmond zum Roten Stern“, was Jessy wenig später entschlüsselt als: Udo Lindenberg (heller Stern = ein Star) in drei Wochen (hinterm Vollmond), nach Moskau (roter Stern, ein Symbol für die UdSSR). So reist Jessy nach Moskau und trifft dort Udo auf seinem Konzert wieder. Beide amüsieren sich („Moskau“) und verbringen die Nacht in Rosijas Zarensuite. Auch dort müssen sie aber vor der Stasi flüchten. Schließlich muntert Udo Jessy mit „Hinterm Horizont“ auf.
Nach ihrer Rückkehr nach Berlin stellt Jessy fest, dass sie schwanger ist. Daher versucht ihr Vater sie zur Abtreibung zu bewegen, was sie strikt ablehnt („Alles Das Bist Du Für Mich“). Schließlich heiratet sie Marco, welcher aber durch den übermäßigen Gebrauch von leistungssteigernden Substanzen, die Jessys Vater finanzierte, zeugungsunfähig ist. Da sie Udo unbedingt sehen möchte, bemüht sie sich darum, ausreisen zu dürfen, was ihr aber nicht erlaubt wird, sodass sie schließlich aufgeben muss („Wenn Du Durchhängst“).
Als ihr Sohn zwei Jahre alt ist, erhält sie am Abend des 9. November 1989 den Anruf, dass die Mauer gefallen sei. Daher verlässt sie mit ihrer Mutter die Wohnung und lässt ihren Sohn mit Marco allein zurück. Im Westen begegnet sie schließlich auch ihrem Bruder Elmar wieder, der ihr erzählt, dass Udo Lindenberg in der Deutschlandhalle ein Konzert veranstalten werde, zu dem sie unbedingt kommen soll. Nach langem Zögern kommt sie schließlich mit auf das Konzert, auf dem Udo das Lied „Seid Willkommen In Berlin“ spielt. Nach dem Konzert trifft sie auch Udo, der aber nichts mehr mit ihr zu tun haben will, da, so sagt er, seine Nachtigall zu einem Regenwurm geworden sei. Grund für die Aussage ist seine Begegnung mit zwei MfS-Mitarbeitern, die ihm seine Akte verkaufen wollten. Dies lehnte er zwar ab, allerdings erläuterten die Mitarbeiter ihm, dass er durch IM Regenwurm Jessy Schmidt bespitzelt wurde. Aufgrund von Udos Ablehnung ist Jessy traurig („Ich lieb’ Dich überhaupt nicht mehr“). Mit dieser Situation endet der Rückblick.
Die Reporterin möchte nun schnell den Artikel veröffentlichen, doch sie wird von der traurigen Jessy gebremst. Wenig später kommt Jessys Sohn Steve nach Hause und wird von der Reporterin mit der Aussage konfrontiert, sein Vater sei ein berühmter Sänger und hieße Udo mit Vornamen. Steve ist davon zunächst überhaupt nicht begeistert, da er glaubt, es sei der Schlagersänger Udo Jürgens gemeint, wird aber dann von der Reporterin aufgeklärt, dass es sich um Udo Lindenberg handelt. Als ihn seine Mutter darauf anspricht, dass sie Drogen in seiner Jackentasche gefunden habe, erklärt er, dass sie sich nicht darüber beschweren solle, da ihre Eltern Marco, bei dem er bereits seit längerer Zeit Zweifel daran hatte, ob er sein Vater sei, die Dopingsubstanzen besorgt hätten. Schließlich kommt auch noch Marco nach Hause, mit dem es eine Diskussion gibt („Im Arsch“).
Einige Monate später
Im Hotel Atlantic in Hamburg steht, in einer auf eine Leinwand projizierten Szene, Udo Lindenberg gerade auf („Mister Nobody“) und bereitet sich auf das anstehende Doppelgängercasting vor, bei dem er aus den Bewerbern die richtigen Doppelgänger aussuchen soll. Auf diesem Casting geht es sehr fröhlich zu („Andrea Doria“). Wenig später, als gerade alle Udos wie versteinert dastehen, treffen Jessy und Steve ein. Steve ist zunächst verwirrt, doch Jessy erkennt den echten Udo sehr schnell und versöhnt sich schließlich nach einer Diskussion mit ihm („Was hat die Zeit aus uns gemacht“) und offenbart ihm, dass Steve sein Sohn ist. Anschließend singen Steve und Udo das Lied „Ganz anders“. Zum Schluss singen alle gemeinsam das Lied „Mein Ding“.

## Besetzung
| Rollen                                  | Premierenbesetzung Berlin 2011 | Premierenbesetzung Hamburg 2016 |
| --------------------------------------- | ------------------------------ | ------------------------------- |
| Udo                                     | Serkan Kaya                    | Alex Melcher1                   |
| Jessy (jung)                            | Josephin Busch                 | Josephin Busch                  |
| Jessy (heute)                           | Anika Mauer                    | Nadja Petri                     |
| Elmar                                   | Christian Sengewald            | Marcus Schinkel                 |
| Steve                                   | Christopher Brose              | David Nádvornik                 |
| Jessys Vater, Marco (heute), Eddy Kante | Thomas Schumann                | Boris Böhringer                 |
| Stasi Patschinsky                       | Holger Dexne                   | Holger Dexne                    |
| Stasi Krause                            | Ralf Novak                     | Ralf Novak                      |
| Jessies Mutter, Pressesprecherin        | Dorina Maltschewa              | Dorina Maltschewa               |
| Mareike                                 | Nadja Petri                    | Britta Boehlke                  |
| Marco (jung)                            | Sebastian Stipp                | Karsten Jaskiewicz              |
| Minister                                | Rainer Brandt                  | Rainer Brandt                   |
| Barbara Saftig, Chorleiterin            | Ilona Schulz                   | Dorina Maltschewa               |
| Stasi Fritsche                          | Florian Hacke                  | Lutz Standop                    |
| Kmetsch                                 | Marco Fahrland                 | Marco Fahrland                  |
| Kremer                                  | Lorenz Liebold                 | Thomas Schreier                 |
| Der Irre                                | Patrick Stamme                 | Patrick Stamme                  |
| Dr. Werner, Prof. Scheuerlich           | Joachim Paul Assböck           | Boris Böhringer                 |

1 Auch in Hamburg war Serkan Kaya für die Premiere vorgesehen, er verletzte sich jedoch bei den Proben bei einem Sturz von dem fünf Meter hohen Udo-Hut.

## Titelliste
Diese Liste führt, gegliedert nach Akten, alle im Musical verwendeten Stücke auf. Wenn diese nicht auf der offiziellen CD vorhanden sind, ist dies in Klammern vermerkt.
| Erster Akt - Mädchen Aus Ostberlin - Boogie-Woogie-Mädchen - Ich träumte oft davon ein Segelboot zu klau'n - Vom Frieden singen unsere Lieder (nicht auf der CD) - Odyssee - Bis ans Ende der Welt - Ich bin ein Rocker (nicht auf der CD) - Gegen Die Strömung - Straßen-Fieber - Radiosong (nicht auf der CD) - Gitarren statt Knarren (nicht auf der CD) - Reeperbahn (nicht auf der CD) - Sonderzug nach Pankow (nicht auf der CD) - Verbotene Stadt - Daumen Im Wind | Zweiter Akt - Moskau - Hinterm Horizont Geht's Weiter - Alles Das Bist Du Für Mich - Wenn Du Durchhängst - Seid willkommen In Berlin - Ich lieb’ Dich überhaupt nicht mehr - Im Arsch - Mister Nobody - Alles Klar Auf Der Andrea Doria - Was Hat Die Zeit Aus Uns Gemacht - Ganz Anders - Mein Ding |

Bei der Hamburger Aufführung kamen die beiden Songs „Durch die schweren Zeiten“ und „Einer muss den Job ja machen“ von der CD „Stärker als die Zeit“ (2016) hinzu.

## CD-Veröffentlichung
- Hinterm Horizont – das Musical – Castalbum, 2011[6]

## Auszeichnungen
- 2015 Berliner Bär (B.Z.-Kulturpreis)